# Jean-Baptiste-Onésime Philippoteaux
Jean-Baptiste-Onésime Philippoteaux (26 avril 1759, Donchery - 14 juin 1845, Sedan), est un homme politique français.

## Biographie
Négociant, il occupa successivement, depuis 1789, les fonctions de conseiller municipal, d'administrateur du district de Sedan (1790), d'administrateur et de président du département des Ardennes (1791), et de président du tribunal de commerce de Sedan (1794 à 1803).
Le gouvernement consulaire l'appela, le 22 pluviôse au XI, au poste de sous-préfet de Sedan, qu'il conserva pendant toute la durée de l'Empire. Élu, le 10 mai 1815, représentant de l'arrondissement de Sedan à la Chambre des Cent-Jours, il renonça à la carrière politique après cette courte législature.
Il est le grand-père d'Auguste Philippoteaux et l'oncle de Henri Félix Emmanuel Philippoteaux

## Sources
- « Jean-Baptiste-Onésime Philippoteaux », dans Adolphe Robert et Gaston Cougny, Dictionnaire des parlementaires français, Edgar Bourloton, 1889-1891 [détail de l’édition]